# Зеленобалковский сельский совет (Широковский район)
Зеленобалковский сельский совет (укр. Зеленобалківська сільська рада) — входит в состав
Широковского района
Днепропетровской области
Украины.
Административный центр сельского совета находится в 
с. Зелёная Балка
.

## Населённые пункты совета
- с. Зелёная Балка
- с. Курганка
- с. Макаровка
- с. Новое
- с. Червоный Ранок
- с. Шведово